# Fundulopanchax
Genre
Le genre Fundulopanchax regroupe plusieurs espèces de poissons africains de la famille des Nothobranchiidae.

## Description
Il s'agit de poissons de petite, voire très petite taille (de 26 à 150 mm selon les espèces) de forme allongée et présentant généralement des couleurs vives comme les autres Killi.

## Liste des espèces
Selon FishBase 29 espèces (05/2015):
- Fundulopanchax amieti (Radda, 1976)
- Fundulopanchax arnoldi (Boulenger, 1908)
- Fundulopanchax avichang Malumbres & Castelo, 2001
- Fundulopanchax cinnamomeus (Clausen, 1963)
- Fundulopanchax clauseni (Scheel, 1975)
- Fundulopanchax deltaensis (Radda, 1976)
- Fundulopanchax fallax (Ahl, 1935)
- Fundulopanchax filamentosus Meinken, 1933
- Fundulopanchax gardneri (Boulenger, 1911)
- Fundulopanchax gresensi Berkenkamp, 2003
- Fundulopanchax gularis (Boulenger, 1902)
- Fundulopanchax intermittens (Radda, 1974)
- Fundulopanchax kamdemi Akum, Sonnenberg, Van der Zee & Wildekamp, 2007
- Fundulopanchax lacustris (Langton, 1974)
- Fundulopanchax mamfensis (Radda, 1974)
- Fundulopanchax marmoratus (Radda, 1973)
- Fundulopanchax mirabilis (Radda, 1970)
- Fundulopanchax moensis (Radda, 1970)
- Fundulopanchax ndianus (Scheel, 1968)
- Fundulopanchax oeseri (Schmidt, 1928)
- Fundulopanchax powelli Van der Zee & Wildekamp, 1994
- Fundulopanchax puerzli (Radda & Scheel, 1974)
- Fundulopanchax robertsoni (Radda & Scheel, 1974)
- Fundulopanchax rubrolabialis (Radda, 1973)
- Fundulopanchax scheeli (Radda, 1970)
- Fundulopanchax sjostedti (Lönnberg, 1895)
- Fundulopanchax spoorenbergi (Berkenkamp, 1976)
- Fundulopanchax traudeae (Radda, 1971)
- Fundulopanchax walkeri (Boulenger, 1911)